# 长村张街道
长村张乡，是中华人民共和国河南省许昌市建安区下辖的一个乡镇级行政单位。

## 行政区划
长村张乡下辖以下地区：
徐庄社区、罗庄社区、老户陈社区、瑞祥社区、长村张社区、三桥社区、花园社区、黄庄社区、屯北社区、屯南社区、塘坊李社区、营孙庄村、白庄村、老寇庄村、郑庄村、于楼村、高庄村、干戈李村、大路陈村、长村刘村、洼孙村、谢庄村、郭桥村和拳张村。